# Deh-e Seyf
Deh-e Seyf (persiska: ده سیف) är en ort i Iran.   Den ligger i provinsen Kerman, i den östra delen av landet, 800 km sydost om huvudstaden Teheran. Deh-e Seyf ligger 330 meter över havet och antalet invånare är 110.
Terrängen runt Deh-e Seyf är platt, och sluttar brant österut. Runt Deh-e Seyf är det glesbefolkat, med 13 invånare per kvadratkilometer. Närmaste större samhälle är Shahdād, 16,4 km söder om Deh-e Seyf. Trakten runt Deh-e Seyf är ofruktbar med lite eller ingen växtlighet.